# Pfarrkirche St. Pölten-St. Josef

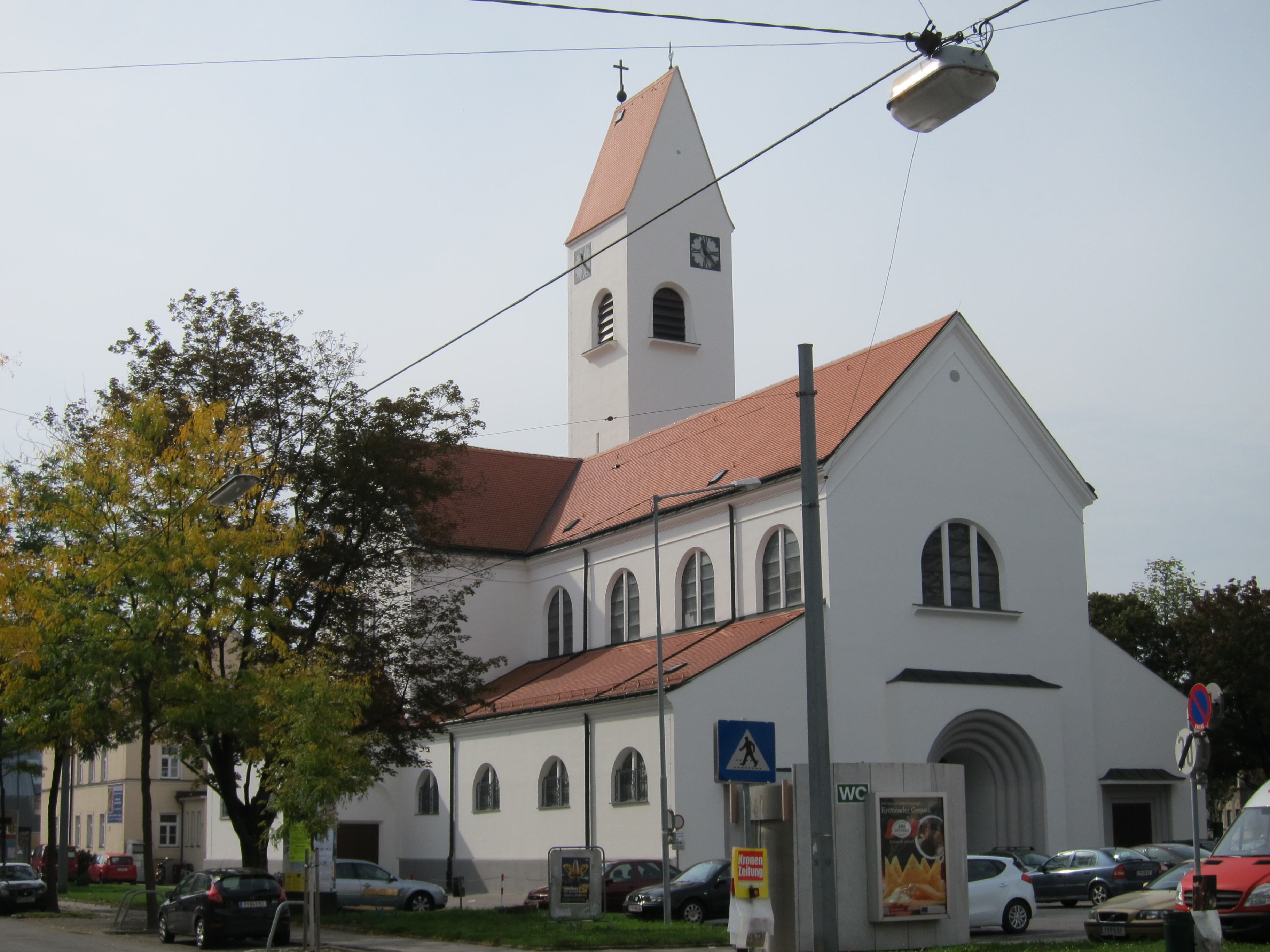
Pfarrkirche hl. Josef in St. Pölten

Die römisch-katholische Pfarrkirche St. Pölten-St. Josef steht in der Stadt St. Pölten in Niederösterreich. Die Pfarrkirche hl. Josef gehört zum Dekanat St. Pölten in der Diözese St. Pölten. Die Kirche steht unter Denkmalschutz.

## Geschichte
Die breite dreischiffige Pfeilerbasilika unter einem Satteldach mit einem Querhaus wurde von 1924 bis 1929 in romanischen Stil nach den Plänen des Baumeisters Matthäus Schlager erbaut. Der Platz vor der Eingangsfassade wurde mit Pater-Paulus-Platz benannt und für Paulus Wörndl als ersten Pfarrer der Kirche eine Gedenktafel an der Kirche angebracht.

## Architektur
Nordseitig sind drei Portale, das mittlere Portal ist trichterförmig gestaltet, die Fassaden haben Rundbogenfenster und ein historisiertes Traufgesims. Der eingezogene Chor hat eine runde Apsis. Westlich der Kirche, zur Mariazeller Straße, ist eine freistehende Metallgussstatue Christus des Bildhauers Karl Schwerzek situiert. Der hohe Kirchturm unter einem Satteldach ist westlich beim Querhaus und Chor angestellt.
Innen ist die Kirche wie auch die nordseitige Orgelempore durchgehend kreuzgratgewölbt und barockisierend monumental gestaltet. Die Einrichtung der Kirche, wie Hochaltar, Stipes mit getreppter Retabelwand, Tabernakel mit Reliefs, wie eine Statue hl. Josef, wurden nach Entwürfen des Bildhauers Heinrich Zita 1933 geschaffen. Die Wandmalereien in den Gewölben und in den seichten Rundbogennischen der Apsis und der Seitenaltäre stammen vom Maler Sepp Zöchling aus dem Jahre 1958.

### Orgel
1929 übertrug Franz Čapek eine gebrauchte Orgel auf den neu geschaffenen Musikchor.